# Funkcjonalne grupy troficzne
Funkcjonalne grupy troficzne, gildie – grupa organizmów odżywiająca się w podobny sposób i podobnym pokarmem. Pojęcie wprowadził Cummins w ramach koncepcji ciągłości rzeki (river continuum). Ze względu na wielkość konsumowanego pokarmu jak i sposób odżywiania się wyróżniamy:
- rozdrabniacze (konsumenci CPOM),
- filtratorzy (zawiesinojady) (konsumenci FPOM),
- zbieracze konsumenci FPOM),
- aktywni drapieżcy ("napadacze"), mięsożercy,
- zdrapywacze (zgryzacze, skrobacze).